# لانگفیلد
لانگفیلد (به انگلیسی: Longfield) یک روستا در بریتانیا است که در Longfield and New Barn واقع شده‌است. لانگفیلد ۴٬۹۱۹ نفر جمعیت دارد.